# A Story
Albums de Yoko Ono
Feeling the Space
(1973) Double Fantasy (avec John Lennon)
(1980)
A Story est le cinquième album solo de Yoko Ono et le deuxième à être entièrement produit par l'artiste japonaise avec la participation du guitariste David Spinozza.

## Genèse
Enregistré en 1974, lors de sa séparation de deux ans avec John Lennon durant laquelle il produit l'album Walls and Bridges, Yoko Ono traite des confessions de hantise avec des mélodies radiantes et élégantes.
Cet album n'est pas publié une fois terminé, en raison de la réconciliation de Yoko Ono avec Lennon au début de l'année 1975. Il n'est édité que bien plus tard, d'abord en 1992 sur le 6e disque du coffret Onobox, puis en juillet 1997 lors de la ré-édition du catalogue de Yoko par Rykodisc.
La réédition contient trois chansons bonus, incluant deux maquettes de la période Dakota et un enregistrement public a cappella extrait de la tournée Starpeace World Tour en 1986.

## Liste des chansons
Toutes les chansons sont écrites par Yoko Ono.
| 1.  | A Story                    | Yoko Ono | Yoko Ono | 2:38 |
| 2.  | Loneliness                 | Yoko Ono | Yoko Ono | 3:33 |
| 3.  | Will You Touch Me          | Yoko Ono | Yoko Ono | 2:39 |
| 4.  | Dogtown                    | Yoko Ono | Yoko Ono | 3:32 |
| 5.  | Tomorrow May Never Come    | Yoko Ono | Yoko Ono | 2:52 |
| 6.  | Yes, I'm a Witch           | Yoko Ono | Yoko Ono | 3:11 |
| 7.  | She Gets Down on Her Knees | Yoko Ono | Yoko Ono | 4:50 |
| 8.  | It Happened                | Yoko Ono | Yoko Ono | 3:52 |
| 9.  | Winter Friend              | Yoko Ono | Yoko Ono | 3:17 |
| 10. | Heartburn Stew             | Yoko Ono | Yoko Ono | 2:09 |
| 11. | Hard Times Are Over        | Yoko Ono | Yoko Ono | 4:37 |

| 12. | Anatano Te (Demo)                | Yoko Ono | Yoko Ono | 3:35 |
| 13. | Extension 33 (Demo)              | Yoko Ono | Yoko Ono | 1:27 |
| 14. | Now or Never (Live) (A cappella) | Yoko Ono | Yoko Ono | 1:18 |

## Fiche technique

### Interprètes
Musiciens
- Yoko Ono : chant, Chœurs
- David Spinozza : guitare
- Hugh McCracken : guitare
- Gordon Edwards : basse
- Ken Ascher : claviers
- Leon Pendarvis : claviers
- Arthur Jenkins : percussions
- Rick Marotta : batterie
- Michael Brecker : saxophone ténor
- Lewis Del Gatto : saxophone, clarinette basse
- Randy Brecker : trompette
- Alan Rubin : trompette
- George Young : flûtes, clarinette, chœurs
- Erin Dickens, Gail Kantor, Louise Messina, Ann E. Sutton, Joseth DeChristopher, Peter Eggers, Edward Fox, R. Kenneth Price, Michael Robison, David Thoreau Rose : chœurs (Heartburn Stew, Hard Times Are Over, She Gets Down on Her Knees, Tomorrow May Never Come)
- Chœurs non crédités (Tomorrow May Never Come)

## Autour de l'album
Plusieurs des chansons de A Story ont été publiées sur d'autres albums ou singles de Yoko Ono sous une forme primitive :
- Loneliness et Tomorrow Never Come ont été édités dans l'album It's Alright (I See Rainbows) sorti en 1982.
- Will You Touch Me, Dogtown et She Gets Down on Her Knees ont été édités dans l'album Season of Glass sorti en 1981.
- Hard Times Are Over a été édité dans l'album Double Fantasy sorti en 1980.
- It Happened figurait sur la face B du single Walking on Thin Ice sorti en 1981.